# Mohamed Aboutrika
Mohammed Aboutrika (em árabe: محمد أبو تريكة; Gizé, 7 de novembro de 1978), às vezes grafado como Abou Trika ou Aboutreika, é um ex-futebolista egípcio que atuava como atacante.

## Carreira

### Início
Aboutrika nasceu em um bairro pobre simples em Gizé. Como a maioria dos jogadores de futebol, ele viveu uma vida simples e jogava futebol nas ruas e aperfeiçoar suas habilidades. Quando ele fez 12 anos, seu amigo, Magdi Abed, sugeriu que ele fizesse testes Tersana Club, o segundo maior clube em Giza, o 1º é o Al-Zamalek. Na verdade, Aboutrika passou em todos os testes e juntou-se ao clube, "eu entrei no clube através do esforço pessoal e sem favoritismo", é o que diz Aboutrika sobre essa experiência.

### Tersana
Com o Tersana, Aboutrika demonstrou uma proficiência que levaram à sua promoção para a primeira esquadra na tenra idade de 17. Ele ajudou sua equipe, que estava jogando na segunda divisão, para chegar à Liga egípcia, sendo seu início marcante em duas épocas sucessivas.
Sua primeira aparição na Liga Egípcia foi em 2000–2001, Aboutrika marcou 6 gols e feito muitas assistências para a sua equipe, formando um elo com o atacante sírio Mohannad Al-Boshi levando-o a pontuação 11 metas, a maioria delas foi com a ajuda de seus precisos passes. Como resultado, foi oferecido um lugar na equipe olímpica nacional egípcia, e os militares nacionais equipa egípcia.
Em 2001–2002, Aboutrika continuou mostrando suas habilidades e marcou 7 gols importantes, ajudando sua equipe a permanecer na Liga egípcia. Em 2002-2003, Aboutrika começou a mostrar a sua capacidade, ele marcou 11 gols para a sua equipa, uma taxa muito boa para um meio-campista, jogando em uma equipe relativamente fraca dentro da  Liga egípcia. Os jornais egípcios começaram então a virar as atenções sobre este promissor talento do jogador.

### Al-Ahly
Disputou duas vezes a Copa do Mundo de Clubes da FIFA pelo Al-Ahly, sendo que na  edição 2006 foi o artilheiro da competição, marcando três gols e  levando sua equipe ao terceiro lugar.

### Aposentadoria
Anunciou sua aposentadoria após a tragédia de Port Said com mais de 70 mortos e mais de 100 feridos, que ocorreu no intervalo do jogo de Al-Masry contra Al-Ahly. Aboutrika é um dos principais nomes da história do futebol egípcio e chegou a disputar torneios importantes como a Copa do Mundo de Clubes em 2006 em que marcou três gols e levou o seu clube ao terceiro lugar e também a Copa das Confederações de 2009. Voltou ao futebol para disputar as Olimpíadas de Londres 2012.

## Títulos
Seleção Egípcia
- Campeão do Campeonato Africano das Nações: 2006 e 2008

Al Ahly
- Medalhista de Bronze na Copa do Mundo de Clubes da FIFA: 2006
- Campeão da Liga dos Campeões da CAF: 2006
- Campeão da Liga dos Campeões da CAF: 2005
- Campeão da Liga Egípcia: 2005 - 2006
- Campeão da Liga Egípcia: 2004 - 2005
- Campeão da Supercopa Africana: 2006
- Campeão da Copa de Futebol do Egito: 2006
- Campeão da Copa de Futebol do Egito: 2006
- Campeão da Copa de Futebol do Egito: 2005

### Individuais
- Indicado para o Prêmio CAF: 2006
- Futebolista Africano do Ano pela BBC: 2008
- Indicado a Seleção da Copa das Confederações: 2009
- Goleador da Liga Egípcia: 2005 - 2006 com 18 gols
- Goleador da Liga dos Campeões da CAF: 2006 com 8 gols
- Goleador do Copa do Mundo de Clubes da FIFA: 2006 com 3 gols
- Melhor jogador egípcio: 2006
- Melhor jogador egípcio: 2005
- Melhor jogador egípcio: 2004
- Participação em 3 Copa do Mundo de Clubes da FIFA com o Al-Ahly: 2005,  2006   e   2012
- Participação no World Stars Football match (Jogo das estrelas) com Ronaldo X Zidane em Dezembro de 2005